# Elbe (Schiff, 1934)
Die zweite Elbe des Norddeutschen Lloyd (NDL) war ein angekauftes Motor-Frachtschiff. Sie und ihr Schwesterschiff Weser waren 1929 von den Deutschen Werken in Kiel für norwegische Rechnung als Sud Expreso und Sud Americano erbaut, aber nicht abgenommen worden. 1934 kaufte der NDL die aufliegenden Schiffe und ließ sie umbauen und mit einer neuen Maschinenanlage ausrüsten. Am 15. November 1934 kam die Elbe als zweites der beiden Schiffe für den NDL in Fahrt.
Nach Ausbruch des Zweiten Weltkriegs wurde das Schiff in Japan aufgelegt. Ab Ende April 1941 war die Elbe als Blockadebrecher auf dem Weg von Japan nach Westfrankreich. Am 6. Juni 1941 entdeckten Flugzeuge des britischen Flugzeugträgers Eagle die Elbe nordwestlich der Kap Verden und versenkten sie auf 23° 30′ 0″ N, 36° 9′ 0″ W.

## Geschichte des Schiffes
Die Elbe und ihr Schwesterschiff Weser entstanden auf den Deutschen Werken in Kiel im Auftrag des norwegischen Reeders Ivar Anton Christensen (1868–1934) für die „A/S Linea Sud Americano“ und deren Linie von Brooklyn/New York nach Rio de Janeiro, Montevideo und Buenos Aires, die er zusammen mit der US-amerikanischen Reederei Garcia & Diaz betrieb.

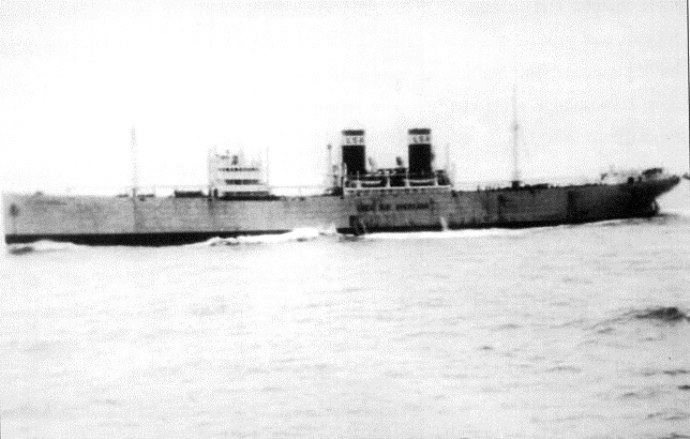
Die Sud Expreso

Die Sud Expreso und Sud Americano waren Motorschiffe von 6.600 BRT (10.350 tdw) mit zwei Schornsteinen, hatten große Kühlräume und Platz für 30 Passagiere. Als Höchstgeschwindigkeit waren 16 kn gefordert, die auf Probefahrten auch erreicht wurden. Abgeliefert wurden die Schiffe im Juni/Juli 1929. Die Linie war mit den neuen Schiffen nicht zufrieden und bemängelte die Höchst- und Dienstgeschwindigkeit und die Zuverlässigkeit der verbauten 6-Zyl.-Dieselmotoren der Bauwerft mit einer Gesamtleistung von 7500 PS. 1930 einigte man sich auf die Rückgabe der Schiffe an die Bauwerft. Im Zuge der Weltwirtschaftskrise war allerdings auch der amerikanische Partner Christensens in Schwierigkeiten geraten.
Im Juni 1931 wurden beide Schiffe an die Blue Star Line verchartert, die sie als Wenatchee Star und Yakima Star zur US-amerikanischen Pazifikküste einsetzte. Am 3. November und 24. September 1931 kamen die Schiffe wieder nach Kiel zurück und wurden aufgelegt. Bereits seit Januar 1931 war die Deutsche Revisions- und Treuhandbank AG Eigentümer der Schiffe, die in Kiel unter den Namen Holstein und Schleswig auflagen.

### AlsElbebeim NDL
Im Dezember 1933 erwarb der NDL die aufliegenden Schiffe und ließ sie umbauen. Sie erhielten ein neues Vorschiff, das sie um über 10 m verlängerte. Dazu wurde eine neue MAN-Motorenanlage installiert, und sie hatten nur einen relativ breiten Schornstein. Sie kamen im Herbst 1934 als Weser und Elbe in den Dienst des NDL und führten, wie geplant, ihre Jungfernfahrten beide nach Vancouver durch.
Wie ihr Schwesterschiff war die am 15. November 1934 in Dienst gestellte Elbe 155,54 m lang und 18,47 m breit. Angetrieben wurde sie von zwei 7-Zyl.-MAN-Dieselmotoren mit einer Gesamtleistung von 11.000 PSe für 17 Knoten (kn) Geschwindigkeit. Vermessen wurden die als größte deutsche Frachtschiffe bezeichneten Schiffe mit 9.179 BRT, und sie hatten eine Tragfähigkeit von 10.350 tdw. Im Normalfall sollten die Schiffe bis zu 17 Passagieren Platz bieten.

### Einsätze
Am 22. November 1934 lief die Elbe mit drei Passagieren zu ihrer Jungfernfahrt von Bremen nach Vancouver aus. Weitere Abfahrten erfolgten am 25. Februar mit elf Passagieren über Antwerpen, Cristobal und San Francisco nach Vancouver und am 1. Juni 1935. Bis 1938 blieb das Schiff auf dieser Route im Einsatz. Zumindest am 5. April und 24. Juli 1939 erfolgten dann Ausreisen der Elbe nach Ostasien. Dabei wurden die Auswanderer nicht nur mit ihrer (deutschen) Staatsangehörigkeit, sondern auch mit ihrer Volkszugehörigkeit und Religion erfasst.
Am 3. September 1939 wurde das Schiff wegen des in Europa ausgebrochenen Krieges in Yokohama aufgelegt.

### Das Ende derElbe

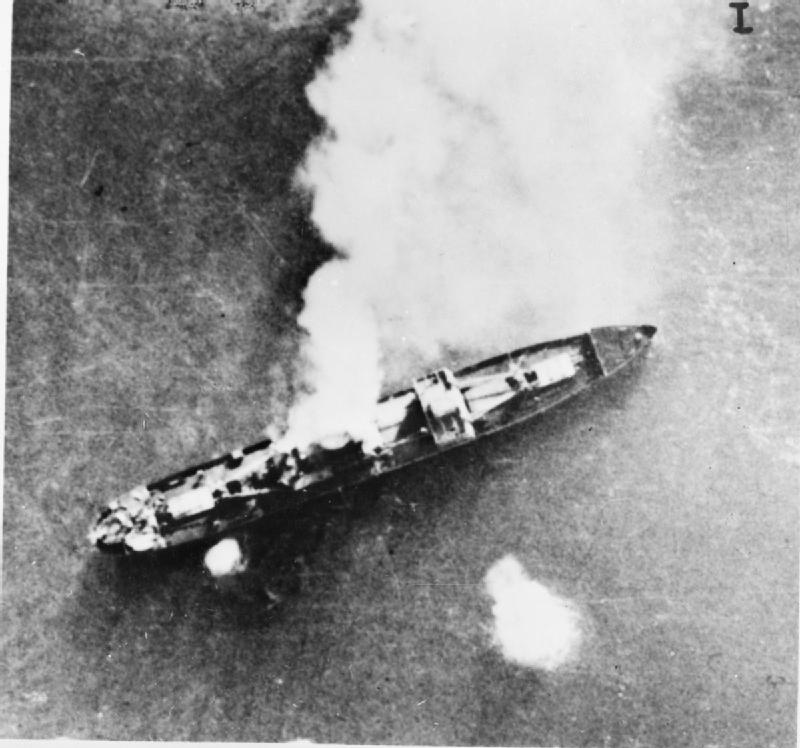
Die brennende Elbe nach einem Treffer

1941 wurde das Schiff als Blockadebrecher für eine Reise von Japan in das von Deutschland besetzte Westfrankreich ausgerüstet. Es verließ als dritter deutscher Blockadebrecher am 20. April 1941 Dairen, nach der Ermland und dem Prisentanker Ole Jacob im Dezember 1940, die auf dem Weg Versorgungsaufgaben für deutsche Überwasserstreitkräfte erledigten.
Am 6. Juni 1941 entdeckten Flugzeuge des britischen Flugzeugträgers Eagle auf der Suche nach Versorgern des Schlachtschiffs Bismarck und des Schweren Kreuzers Prinz Eugen die Elbe mit ihrer Kautschuk-Ladung nordwestlich der Kap Verden. Fairey Swordfish der 824 Squadron, Fleet Air Arm, versenkten die Elbe auf 23°30′N 36°09′W. Am 21. Juni 1941 nahm das britische Hilfsschiff Hilary zufällig noch 19 Schiffbrüchige des Blockadebrechers auf.

## Das Schicksal derWeser
Das Schwesterschiff Weser war am 18. Februar 1929 als Sud Americano vom Stapel gelaufen. Am 24. Juni 1929 als erstes Schiff fertiggestellt, hatte sie, wie oben beschrieben, dieselben Stationen wie das Schwesterschiff durchlaufen.
Als viertes Schiff des NDL mit dem Namen Weser wurde sie am 24. Juni 1934 abgenommenen und startete am 29. September 1934 zu ihrer Jungfernreise nach Vancouver. Das Schiff blieb im Nordamerika-Westküstendienst bis zum Kriegsausbruch 1939. In diesem Jahr war sie noch dreimal zur amerikanischen Westküste aus Bremen ausgereist. Ihre Kabinenplätze waren ausgebucht und ein Drittel ihrer Passagiere „Auswanderer“ (überwiegend jüdischen Glaubens).
Nach dem Kriegsausbruch lief das noch im Pazifik befindliche Schiff zunächst Puntarenas in Costa Rica an und verlegte später nach Manzanillo in Mexiko. Die Kriegsmarine zeigte früh Interesse an dem schnellen Motorschiff und wollte es als Versorger einsetzen.
Tatsächlich verließ die Weser erst am 25. September 1940 in den Abendstunden den Hafen von Manzanillo, um sich in der Südsee mit dem Hilfskreuzer Orion zu treffen und ihn mit Brennstoff, Proviant und dergl. zu versorgen. An Bord des deutschen Schiffes befanden sich unter anderem 2630 Tonnen Dieselkraftstoff und 600 Tonnen Schmieröl sowie große Proviantvorräte einschließlich lebender Tiere.
Seit einigen Tagen beobachtete der kanadische Hilfskreuzer Prince Robert von den Deutschen unerkannt Manzanillo, da von britischer Seite die Abreisevorbereitungen der Weser erkannt waren. Das kanadische Schiff folgte dem auslaufenden Motorschiff bis zum Verlassen der mexikanischen Hoheitsgewässer. Nach Abfeuern eines Warnschusses aus einem der 152-mm-Geschütze und nachdem die Suchscheinwerfer des Hilfskreuzers die Weser angestrahlt hatten, drehte das deutsche Schiff bei und wurde von einem Prisenkommando der Prince Robert geentert. Die Besatzung der Weser leistete dabei keinen Widerstand. Obwohl die Weser zuvor für eine mögliche Selbstversenkung im Falle einer Aufbringung präpariert worden war, unterließen die Deutschen diese Absicht. Die deutsche Besatzung wurde überwiegend auf das kanadische Schiff verbracht und eine 27-köpfige Prisenbesatzung übernahm die Führung der Weser. Beide Schiffe liefen dann nach Esquimalt, wo die deutsche Zivilbesatzung als Kriegsgefangene abgeführt wurde.
Die nach einem Jahr Liegezeit in den Tropen in keinem guten Zustand befindliche Weser wurde überholt, um sie als Frachtschiff einsetzen zu können.  Sie wurde in Vancouver Island umbenannt und diente fortan in der kanadischen Handelsmarine. Auf ihrer ersten Transatlantikfahrt von Montreal nach Cardiff mit einer Ladung von 3132 t Stückgut, 983 t Kupfer, 751 t Aluminium, 450 t Zink, 357 t Asbest und 87 t Stahl sowie 30 Passagieren wurde das Schiff in der Nacht zum 15. Oktober 1941 westlich von Irland von U 558 unter Kapitänleutnant Günter Krech torpediert und versenkt, wobei alle 105 Menschen an Bord ihr Leben verloren.
Von U 558 wurde beobachtet, das die Besatzung Rettungsboote aussetzte und das Schiff verließ. Zwei Wochen nach der Versenkung fand ein britisches Kriegsschiff zufällig ein Rettungsboot der Vancouver Island mit zwei toten Offizieren des Schiffes.